# Кубок Ізраїлю з футболу 2021—2022
Кубок Ізраїлю з футболу 2021–2022 — 83-й розіграш кубкового футбольного турніру в Ізраїлі. Титул втретє здобув Хапоель (Беер-Шева).

## Регламент
Кубкова стадія складається з двох раундів: регіонального та національного, саме в національному раунді з 1/16 фіналу стартують клуби Прем'єр-ліги. Переможець кубку отримує путівку до Другого кваліфікаційного раунду Ліги конференцій УЄФА 2022—23, якщо не потрапить до інших єврокубків через чемпіонат Ізраїлю.

## 1/16 фіналу
| Команда 1                      | Рахунок        | Команда 2                    |
| 16 грудня 2021                 | 16 грудня 2021 | 16 грудня 2021               |
| ------------------------------ | -------------- | ---------------------------- |
| Хапоель (Ашдод) (2)            | 2:0            | Ахва (Кафр-Манда) (4)        |
| Хапоель (Хайфа)                | 1:1 пен. 4:2   | Хапоель (Кфар-Сава) (2)      |
| Хапоель (Петах-Тіква) (2)      | 0:1            | Маккабі (Нетанья)            |
| 17 грудня 2021                 |                |                              |
| Маккабі (Шараїм) (3)           | 2:1 дч         | Хапоель (Рішон-ле-Ціон) (2)  |
| Іроні (Тиверіада) (3)          | 0:3            | Бней Сахнін                  |
| Маккабі Кабіліо Джаффа (3)     | 1:0            | Кафр-Касем (2)               |
| Цейрей (Тайбе) (3)             | 0:2            | Хапоель Іроні (Кір'ят-Шмона) |
| Маккабі Ахі (Назарет) (2)      | 2:1 дч         | Хапоель (Акко) (2)           |
| Ашдод                          | 0:1            | Хапоель (Умм-ель-Фахм) (2)   |
| 18 грудня 2021                 |                |                              |
| Маккабі (Хайфа)                | 2:0            | Хапоель (Єрусалим)           |
| Хапоель (Ноф-ха-Галіль)        | 0:2            | Маккабі (Петах-Тіква)        |
| Хапоель (Хадера)               | 6:1            | Тіра (3)                     |
| Хапоель (Тель-Авів)            | 1:3            | Бней-Єгуда (2)               |
| 19 грудня 2021                 |                |                              |
| Бейтар (Тель-Авів, Бат-Ям) (2) | 0:3            | Хапоель (Беер-Шева)          |
| Бейтар (Єрусалим)              | 2:1 дч         | Хапоель (Афула) (2)          |
| Маккабі (Тель-Авів)            | 4:0            | Хапоель (Марморек) (3)       |

## 1/8 фіналу
| Команда 1                    | Рахунок       | Команда 2                  |
| 11 січня 2022                | 11 січня 2022 | 11 січня 2022              |
| ---------------------------- | ------------- | -------------------------- |
| Маккабі Ахі (Назарет) (2)    | 2:3 дч        | Маккабі (Петах-Тіква)      |
| Хапоель (Ашдод) (2)          | 1:1 пен. 2:4  | Маккабі Кабіліо Джаффа (3) |
| Бней-Єгуда (2)               | 2:0           | Маккабі (Шараїм) (3)       |
| Хапоель (Умм-ель-Фахм) (2)   | 0:0 пен. 4:5  | Хапоель (Хайфа)            |
| Хапоель Іроні (Кір'ят-Шмона) | 2:2 пен. 3:5  | Маккабі (Тель-Авів)        |
| 12 січня 2022                |               |                            |
| Маккабі (Нетанья)            | 1:2 дч        | Хапоель (Беер-Шева)        |
| Маккабі (Хайфа)              | 4:0           | Бейтар (Єрусалим)          |
| 13 січня 2022                |               |                            |
| Хапоель (Хадера)             | 3:0           | Бней Сахнін                |

## 1/4 фіналу
| Команда 1               | Заг.                    | Команда 2                  | 1-й матч                | 2-й матч                |
| 1 лютого/2 березня 2022 | 1 лютого/2 березня 2022 | 1 лютого/2 березня 2022    | 1 лютого/2 березня 2022 | 1 лютого/2 березня 2022 |
| ----------------------- | ----------------------- | -------------------------- | ----------------------- | ----------------------- |
| Бней-Єгуда (2)          | 0:2                     | Хапоель (Хайфа)            | 0:1                     | 0:1                     |
| Маккабі (Петах-Тіква)   | 1:2                     | Хапоель (Беер-Шева)        | 1:0                     | 0:2                     |
| 2 лютого/1 березня 2022 |                         |                            |                         |                         |
| Маккабі (Тель-Авів)     | 6:0                     | Маккабі Кабіліо Джаффа (3) | 2:0                     | 4:0                     |
| 2 лютого/3 березня 2022 |                         |                            |                         |                         |
| Хапоель (Хадера)        | 0:3                     | Маккабі (Хайфа)            | 0:2                     | 0:1                     |

## 1/2 фіналу
| Команда 1           | Рахунок        | Команда 2           |
| 20 квітня 2022      | 20 квітня 2022 | 20 квітня 2022      |
| ------------------- | -------------- | ------------------- |
| Маккабі (Хайфа)     | 2:0            | Хапоель (Хайфа) (2) |
| Маккабі (Тель-Авів) | 1:3            | Хапоель (Беер-Шева) |

## Фінал
| 24 травня 2022 20:30 (EEST) |

| Хапоель (Беер-Шева)                | 2:2      | Маккабі (Хайфа)                   |
| ---------------------------------- | -------- | --------------------------------- |
| Сафурі 27' Хатуель 70'             | Протокол | Ацілі 55' (пен.) Вітор 87' (аг)   |
|                                    | Пенальті |                                   |
| - Аспрілья - Юсефі - Абаїд - Лопеш | 3:1      | - Хазіза - Фані - Доньйо - Чибота |

| Тедді, Єрусалим Глядачів: 28 720 Арбітр: Даніель Бар Натан |